# Indomitable (Schiff, 1908)
Die Indomitable, auch HMS Indomitable, war ein Schlachtkreuzer der Royal Navy und gehörte zu der aus drei Schiffen bestehenden Invincible-Klasse. Die Schiffe wurden ab November 1911 offiziell als Schlachtkreuzer (battlecruiser) bezeichnet. Bis dahin wurden die Kreuzer, die erstmals die gleichen schweren Artilleriegeschütze wie die zeitgleich gebauten Schlachtschiffe besaßen, offiziell als Panzerkreuzer bezeichnet. Inoffiziell nannte man sie bis dahin auch „cruiser-battleship“, „dreadnought cruiser“ und „battle-cruiser“
Die Indomitable war das erste Schiff der Klasse, das provisorisch am 20. Juni 1908 für eine Kanadareise des britischen Kronprinzen Georg in Dienst gestellt wurde. In den allgemeinen Flottendienst kam sie dann im Oktober 1908 mit dem Schwesterschiff Inflexible. Das Typschiff Invincible wurde wegen Schwierigkeiten mit den elektrisch betriebenen Türmen erst im März 1909 in den Dienst der Flotte übernommen.
Die Indomitable nahm im Weltkrieg im August 1914 an der erfolglosen Verfolgung der deutschen Mittelmeerdivision bestehend aus dem Schlachtkreuzer Goeben und dem Kleinen Kreuzer Breslau teil. Am 3. November beschoss sie zusammen mit der Indefatigable sowie den französischen Linienschiffen Suffren und Vérité die türkischen Befestigungen an den Dardanellen vor der britischen Kriegserklärung an die Türkei. Am 24. Januar 1915 nahm sie am Gefecht auf der Doggerbank und der Versenkung des Panzerkreuzers Blücher teil. In der Skagerrakschlacht am 31. Mai 1916 griff sie mit ihren Schwesterschiffen zunächst die II. Aufklärungsgruppe und dann die deutschen Schlachtkreuzer an. Die ältesten britischen Schlachtkreuzer erzielten etliche Treffer auf den Kleinen Kreuzern und den Schlachtkreuzern, die schließlich zum Verlust der Wiesbaden, der Rostock und des Schlachtkreuzers Lützow führten. Im Kampf gegen die Schlachtkreuzer wurde die Invincible in ein Pulvermagazin getroffen, explodierte und ging mit nahezu der gesamten Besatzung unter, während die beiden anderen Schiffe Treffer erhielten. Aufgrund der Defizite der Horizontalpanzerung, die der Untergang des Typschiffs offenbart hatte, wurde die Indomitable kaum noch eingesetzt und war an keinem weiteren Gefecht beteiligt. Als veraltet wurde sie 1922 zum Abwracken verkauft.

## Baugeschichte
Die bis zum November 1911 offiziell als Panzerkreuzer bezeichneten Schiffe der Invincible-Klasse waren erheblich größer als die Schiffe der vorangehenden Minotaur-Klasse. Mit einer Länge von 173 m über alles waren sie über 23 m länger als die Vorgänger und auch etwa 1 m breiter. Die neuen Schiffe verdrängten fast 3000 tn.l. mehr als die Minotaurs.
Ein Grund war der im Mittschiffsbereich von 4 auf 6 Zoll verstärkte Seitenpanzer, der sich allerdings vor dem Bugturm verdünnte und nach dem Heckturm endete. Auch die Türme und die Barbetten und die Magazine der schweren Artillerie waren massiver gepanzert als auf der Minotaur-Klasse.
Dazu verfügten die Indomitable und ihre Schwestern als erste große Kreuzer über einen Turbinenantrieb. Sie hatten zwei Turbinensätze der Firma Parsons ohne Getriebe, die durch ein Längsschott getrennt waren. Die Hochdruck-Turbinen wirkten dabei auf die Außenwellen, während die Niederdruck-Turbinen auf die Innenwellen wirkten. Dabei waren sowohl Turbinen für die Vorwärts- wie die Rückwärtsfahrt vorhanden. Zusätzlich gab es noch zwei Marschturbinen, die selten genutzt wurden, meist nicht angeschlossen waren und auch auf die Innenwellen wirkten. Indomitable hatte dreiflügelige Schrauben, wobei die an den Innenwellen einen Durchmesser von 3,2 m hatten und die an den Außenwellen mit 2,9 m Durchmesser etwas kleiner waren.
Die Turbinen sollten 41.000 PS leisten und eine Geschwindigkeit von 25 kn ermöglichen. Bei den Abnahmetests erreichte die Indomitable fast 48.000 PS und 26,1 kn. Im August 1908 lief sie auf der Rückreise über den Nordatlantik drei Tage durchschnittlich 25,3 kn.
Der notwendige Dampf wurde in 31 Wasserrohrkesseln der Bauart Babcock and Wilcox in vier Kesselräumen erzeugt.
Der Treibstoffvorrat bestand aus bis zu 3083 tn.l. Kohlen und 713 tn.l. Öl, das über die Kohlen versprüht wurde, um die Brennleistung zu erhöhen. Bei vollem Treibstoffvorrat war eine Reichweite von 3090 Seemeilen bei 10 kn möglich.

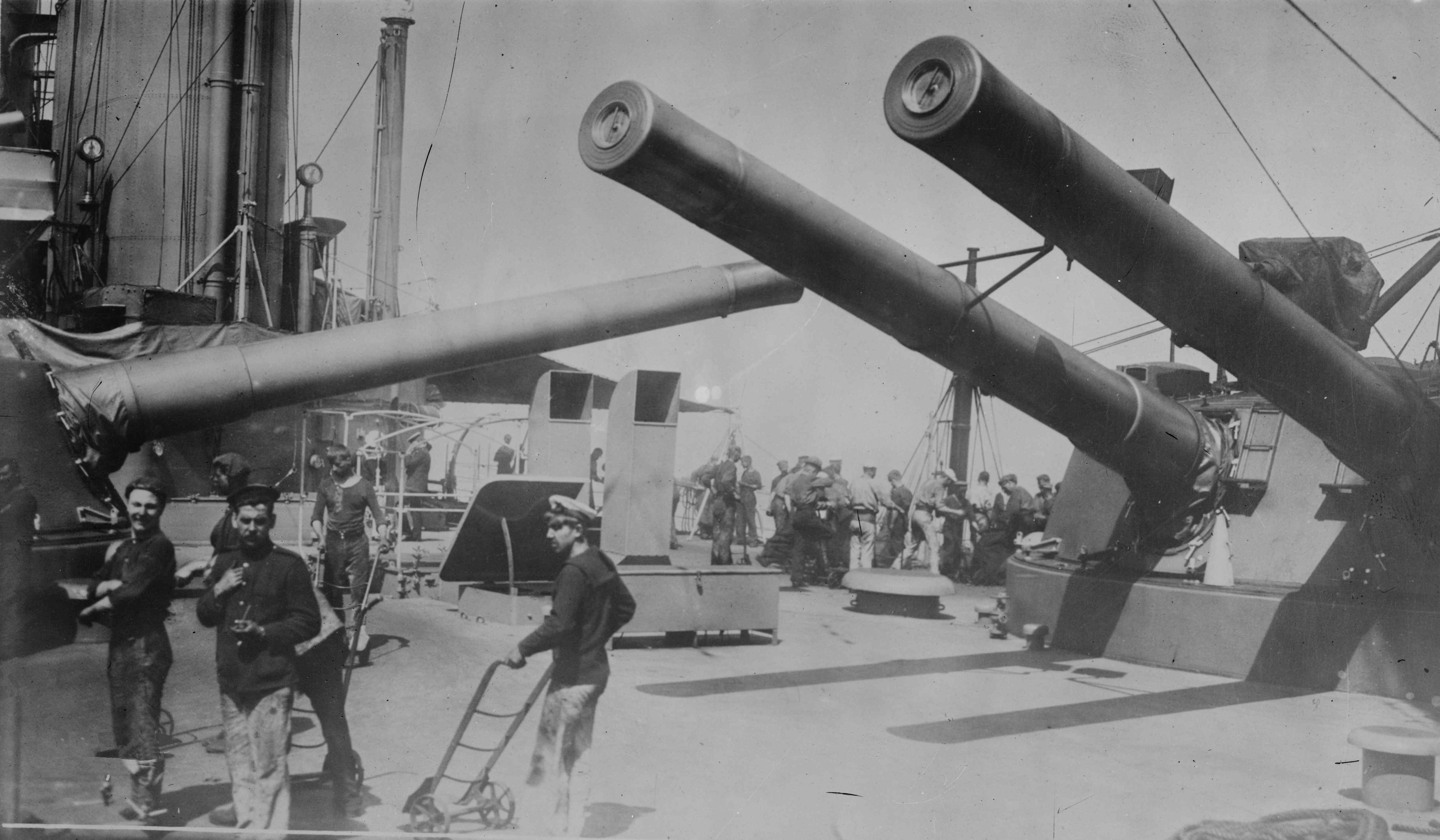
Die nach innen geschwenkten Mitteltürme der Indomitable während einer Kohlenübernahme

Hauptbewaffnung der Indomitable waren acht 12-Zoll-L/45-Mk.X-305-mm-Kanonen in vier hydraulisch betriebenen Doppeltürmen, die 1906 auf den Schlachtschiffen Dreadnought und den drei letzten Schiffen der King-Edward-VII-Klasse (Africa, Britannia und Hibernia) erstmals zur Flotte kamen.
Zwei Türme standen als Bug- ('A') und Heckturm ('X') auf der Mittschiffslinie. In der Mitte des Schiffs standen die beiden anderen Türme ('P' und 'Q') zwischen dem zweiten und dritten Schornstein leicht versetzt. Der Turm 'P' auf der Backbordseite stand etwas weiter vorn und war normalerweise nach vorn ausgerichtet. Der hintere Turm 'Q' auf der Steuerbordseite war meist nach hinten ausgerichtet. Beide Türme hatten einen großen Feuerbereich auf ihrer Seite und einen begrenzten Winkel, um auch auf die Gegenseite zu feuern. Intensive Nutzung in der Skagerrakschlacht behinderte mehr als sie Erfolg brachte und sie sollte daher künftig auf Notfälle beschränkt bleiben.

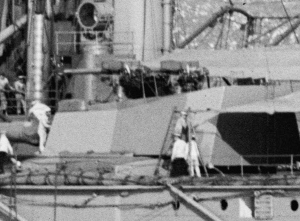
4-Zoll-Geschütz auf dem Q-Turm

Während des Baues entschied man sich, die Abwehrbewaffnung gegen Torpedoboote auf sechzehn 4-Zoll-Mk.III-102-mm-Schnellfeuergeschütze zu verstärken, die auf den Türmen (je zwei) und zwischen den Aufbauten offen standen. Diese Geschütze wurden auch als Salut- und Signalgeschütze genutzt.

1915 wurden die Waffen auf den Türmen entfernt und die verbleibenden zwölf Geschütze in Kasematten mit Schutzschilden verbaut, um der Bedienung mehr Schutz gegen feindliches Feuer und das Wetter zu bieten. Die alten Geschütze des Typs Mk.III wurden auf der Indomitable 1917 durch zwölf Geschütze des Typs Mk. VII ersetzt, die eine größere Reichweite besaßen und ein schwereres Geschoss verwendeten. Außerdem waren diese Geschütze mit einem Schutzschild ausgestattet.
Zur Anfangsbewaffnung der Indomitable und ihrer Schwestern gehörten noch fünf Unterwassertorpedorohre für 18-Zoll-Torpedos, von denen zwei zu jeder Seite und ein weiteres nach hinten schoss. Das Hecktorpedorohr wurde 1916 ausgebaut.
Erste Flugabwehrwaffe der Indomitable wurde eine im November 1914 installierte 3-Pfünder-47-mm-Hotchkiss-Flugabwehrkanone mit einer Höchsterhöhung von 60°, die bis August 1917 an Bord blieb. Im Juli 1915 wurde sie durch ein 76-mm-Flugabwehrgeschütz am Ende der Aufbauten verstärkt. Im April 1917 kam dann noch ein zusätzliches 4-Zoll-MK.VII-Geschütz in einer Flugabwehrlafette hinzu.

Anfang 1918 erhielt die Indomitable wie fast alle Großkampfschiffe auch zwei Startplattformen für Flugzeuge auf ihren mittleren Türmen.

## Einsatzgeschichte

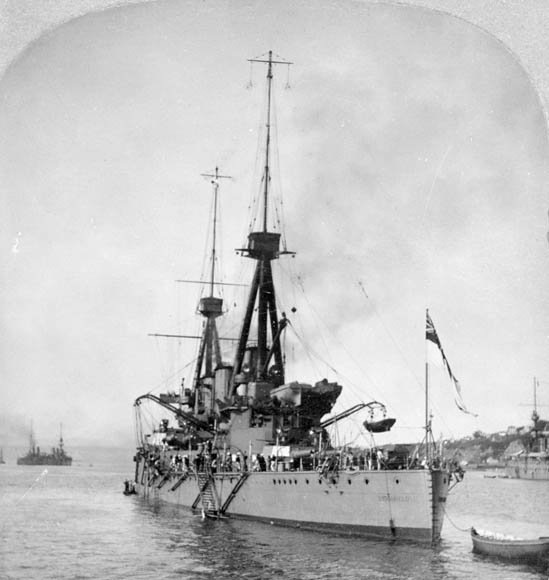
Die Indomitable auf ihrer ersten Reise in Québec

Die Kiellegung der Indomitable erfolgte am 1. März 1906 bei Fairfield Shipbuilding auf deren Werft in Govan bei Glasgow, der Stapellauf am 16. März 1907. Am 20. Juni 1908 wurde die Indomitable provisorisch in Dienst gestellt, um mit dem Thronfolger an der 300-Jahr-Feier von Québec teilzunehmen. Den offiziellen Besuch der Royal Navy machte die Atlantic Fleet mit den Linienschiffen Russell und deren Schwesterschiffen Exmouth, Albemarle und Duncan sowie dem Kreuzer Venus, der am 16. Juli 1908 bei der Einfahrt nach Québec mit der Russel kollidierte.
Auf der Rückreise blieb die Indomitable nur wenig unter dem Transatlantik-Rekord der Lusitania von 25,08 kn. Als sie am 10. August zurückkehrte, wurden bei Fairfield letzte Tests und Ausrüstungsarbeiten vorgenommen. Am 28. Oktober wurde sie zusammen mit dem Schwesterschiff Inflexible der Nore Division der Home Fleet zugeteilt und bildete dann mit ihren Schwesterschiffen im März 1909 die 1st Cruiser Squadron (CS). Am 26. Juli wurde sie Flaggschiff des Geschwaders unter Konteradmiral Colville. Bis 1913 wurde sie mehrfach überholt und bei einer Kollision mit dem Minenleger C4 in der Stokes Bay des Solent am 17. März 1913 erlitt sie geringfügige Schäden.
Am 27. August 1913 verlegte sie ins Mittelmeer, wo sie mit dem Schwesterschiff Invincible das 2. Schlachtkreuzergeschwader (2nd Battlecruiser Squadron) bildete. Während der Europäischen Krise im Juli 1914 befand sich der Schlachtkreuzer in Malta zur Überholung, die dann Ende des Monats abgebrochen wurde.

### Erste Einsätze im Weltkrieg
Im Ersten Weltkrieg waren die Indomitable, ihr Schwesterschiff Inflexible und der etwas verbesserte Schlachtkreuzer Indefatigable die einzigen schweren Einheiten der britischen Mittelmeerflotte in Malta.
Am Morgen des 3. August 1914 meldete der zur Aufklärung nach Messina entsandte leichte Kreuzer Chatham, dass die deutsche Mittelmeerdivision den sizilianischen Hafen verlassen hatte. Darauf lief das 1. Kreuzergeschwader unter Admiral Ernest Troubridge mit den Panzerkreuzern Defence, Warrior und Duke of Edinburgh, sowie als 2. Division den Schlachtkreuzern Indomitable und Indefatigable Richtung Adria aus, da man von einer Vereinigung der Deutschen mit der österreich-ungarischen Flotte ausging. Der Leichte Kreuzer Dublin wurde nach Bizerta entsandt, um den Kontakt mit den Franzosen herzustellen. Am Abend wurde Troubridge befohlen, die Schlachtkreuzer nach Gibraltar abzustellen, um ein Ausbrechen der Deutschen aus dem Mittelmeer zu verhindern. Unter Captain Francis Kennedy von der Indomitable erhöhten sie ihre Geschwindigkeit von 14 auf 22 Knoten und liefen nach Westen.
Am 4. August um 10:32 Uhr begegneten sie den Deutschen nördlich Bône auf dem Rückmarsch von der Beschießung algerischer Häfen nach Messina. Da Deutschland und Großbritannien sich noch nicht im Krieg befanden, wendeten die britischen Schlachtkreuzer, um der Goeben zu folgen, die versuchte, mit Höchstfahrt zu entkommen. Allerdings erreichte sie mit ihren beschädigten Kesseln nur 22 bis 24 Knoten. Die schnellere Breslau versuchte mehrfach durch seitliches Weglaufen die Briten auseinanderzuziehen, was nicht gelang. Die aus Bizerta herbeibefohlene Dublin kam ab Mittag als weiterer Verfolger hinzu. Aber auch die britischen Schlachtkreuzer hatten Kesselprobleme. Goeben und Breslau liefen ihnen stetig davon und ab 16:45 Uhr war nur noch die Dublin in Kontakt mit den Deutschen. Bei Nebel und einbrechender Dunkelheit verlor auch sie diesen um 19:37 Uhr vor Cape San Vito an der Nordküste Siziliens.
Die Breslau lief am 5. August um 5:15 Uhr in Messina ein, um die Kohlenübernahme vorzubereiten. Die Goeben folgte um 7:45 Uhr, nachdem sie über Funk noch drei Kohlendampfer für den Weg nach Konstantinopel bestellt hatte. Der deutsche Befehlshaber Souchon ging davon aus, in Messina nicht Kohlen in ausreichender Menge zu bekommen. Inzwischen bestand auch Kriegszustand mit Großbritannien und die Italiener machten gleich nach dem Einlaufen deutlich, dass die Neutralitätsvorschriften einzuhalten seien.
Als die Deutschen am Abend des 6. August wieder ausliefen, hatte der britische Oberbefehlshaber Milne die Indomitable zum Auffüllen ihres Kohlenvorrats nach Bizerta entlassen und stand mit den beiden anderen Schlachtkreuzern im Westen von Sizilien. Milne folgte erst am 8. August mit den drei Schlachtkreuzern und dem leichten Kreuzer Weymouth den deutschen Schiffen in die Ägäis, ohne die Deutschen ernsthaft zu verfolgen, die ohne Gefecht die Dardanellen erreichten.
Indomitable und Indefatigable verblieben im Bereich der Ägäis vor den Dardanellen, um einen etwaigen Ausbruch der in die Türkei überführten deutschen Schiffe zurück in das Mittelmeer zu verhindern. Ende September verstärkten die französischen Linienschiffe Suffren und Vérité die britischen Einheiten vor den Dardanellen. Am 29. Oktober 1914 eröffnete der neue Oberbefehlshaber der türkischen Marine Souchon mit der in Yavuz Sultan Selim umbenannten Goeben, der jetzt Midilli genannten Breslau und weiteren türkischen Schiffen den Seekrieg im Schwarzen Meer mit Angriffen auf die russischen Häfen Noworossijsk, Odessa und Sewastopol, denen die formale türkische Kriegserklärung an Russland und Frankreich folgte. Am 3. November beschossen die beiden britischen Schlachtkreuzer schon vor der förmlichen britischen Kriegserklärung, am 5. zusammen mit den französischen Linienschiffen die türkischen Befestigungen am Eingang der Dardanellen. Man wollte die Stärke der Befestigungen und die Reaktionen der Türken testen. Die 20-minütige Beschießung setzte im Fort Sedd el Bahr an der Spitze der Halbinsel Gallipoli durch einen Treffer in einem Magazin zehn Kanonen außer Gefecht und tötete 86 Soldaten. Allerdings waren die Geschütze nicht zerstört. Die kurze Beschießung machte den Türken deutlich, dass eine Verstärkung und Mobilität ihrer Stellungen dringend nötig war und ihre Minenfelder erweitert werden mussten.
Die Indomitable wurde im Dezember 1914 aus dem Mittelmeer abgezogen und zum jetzt in der Nordsee eingesetzten 2. Schlachtkreuzergeschwader verlegt.

### Gefechte in der Nordsee
Schon am 24. Januar 1915 war die Indomitable beim Gefecht auf der Doggerbank erstmals an einem Gefecht mit deutschen Schiffen beteiligt. Die britischen Schlachtkreuzer waren unter Admiral Beatty in See, um einen durch die Funkaufklärung erkannten deutschen Vorstoß abzufangen. Am Morgen gegen 8:20 Uhr hatte die Aurora die deutschen Schiffe unter Admiral Franz Hipper entdeckt und Beatty versuchte sie mit Höchstfahrt abzufangen. Obwohl die Indomitable zeitweise über 26 kn lief, konnte sie den neueren und schnelleren Schiffen nicht folgen und fiel langsam zurück. Hipper hatte nicht gleich erkannt, dass die britischen Schlachtkreuzer seine Verfolger waren und erst spät seine Geschwindigkeit erhöht, zumal er sein langsamstes Schiff, den Panzerkreuzer Blücher, nicht zurücklassen wollte. Die aufschließenden britischen Schiffe feuerten alle auf das letzte Schiff der Deutschen, wenn sie es erreichen konnten, so dass gegen 11:48 Uhr die Blücher schwer getroffen war, ihre Geschwindigkeit auf 17 kn fiel und ihre Steuerung teilweise versagte. Beatty befahl der Indomitable sie zu vernichten. Durch fehlerhafte Signale und den Ausfall der Funkanlage auf der gleichzeitig schwer getroffenen Lion brachen auch die anderen britischen Schlachtkreuzer die Verfolgung ab und beschossen wieder die Blücher. Indomitable feuerte 134 Granaten auf den Panzerkreuzer, bis er um 13:07 Uhr kenterte und sank. Indomitable nahm anschließend das schwer angeschlagene Flaggschiff Lion in Schlepp, auf dem eine Maschine total ausgefallen war und die andere auch nur bedingt einsatzbereit war. Nach eineinhalb Tagen erreichte der 7 bis 10 kn fahrende Schleppzug unter starker Zerstörersicherung Rosyth.
Im Februar 1915 wurde die Indomitable zum 3. Schlachtkreuzergeschwader versetzt, das sie mit ihren von den Falklandinseln zurückgekehrten Schwesterschiffen bildete und dessen Führung am 27. Mai 1915 von Konteradmiral Horace Hood übernommen wurde. Der Versuch, zusammen mit dem 1. Schlachtkreuzergeschwader die deutschen Schiffe nach dem Angriff auf Yarmouth und Lowestoft am 24./25. April 1916 zu stellen, scheiterte bei schlechtem Wetter.

### Skagerrakschlacht
Ende Mai 1916 war das 3. Schlachtkreuzergeschwader für Artillerieübungen zeitweise der Grand Fleet zugeteilt, als am 30. Mai alle Einheiten in See gingen, um einen erwarteten Vorstoß der deutschen Hochseeflotte abzufangen. Hood lief mit seinen drei Schlachtkreuzern vor der Grand Fleet um gegebenenfalls Beatty unterstützen zu können. Über Funk erhielt er Meldungen über die deutschen Schiffe, aber keine genauen Standorte. Da die anderen Schlachtkreuzer nach den Funkmeldungen im Gefecht standen und nach Osten liefen erhöhte er die Geschwindigkeit, um die deutschen Schiffe abzuschneiden. Erst gegen 18.40 Uhr stieß er auf die ersten kämpfenden Einheiten, als er den leichten Kreuzer Chester fand, der von den Kleinen Kreuzern der II. Aufklärungsgruppe angegriffen wurde. Hoods Kreuzer schossen die Wiesbaden bewegungsunfähig, trafen die Pillau schwer und beschädigten die Rostock, die mit 31 Torpedobooten die als Schlachtschiffe falsch identifizierten Schlachtkreuzer angriffen. Der Angriff scheiterte, nur zwölf Torpedos wurden auf das 3. Schlachtkreuzergeschwader abgefeuert. Die Abwehr des Angriffs erfolgte vor allem durch den leichten Kreuzer Canterbury und die fünf Begleitzerstörer des Geschwaders, von denen die Shark schwer beschädigt wurde und schließlich sank. Um 19:21 Uhr wechselte Hood den Kurs und lief jetzt vor Beattys Schlachtkreuzern auf die Schiffe Hippers zu. Auf einer Distanz von ca. 9000 yards (8,2 km) eröffneten Hoods Schiffe das Feuer und beschossen vor allem die Lützow und die Derfflinger. Die Indomitable traf die Derfflinger dreimal und einmal die Seydlitz. Um 19:30 Uhr wurde dann die Invincible von Salven der Lützow und Derfflinger getroffen, brach in zwei Teile und sank in 90 Sekunden. Nur sechs Mann ihrer 1032 Mann starken Besatzung konnten gerettet werden.
Inflexible und Indomitable blieben nun bei Beatty und kamen später nochmals ins Gefecht mit Hippers Schlachtkreuzern, die durch die Linie der Hochseeflotte stießen. Die alten Linienschiffe unter Konteradmiral Franz Mauve griffen in das Gefecht ein und drei von ihnen wurden getroffen, darunter durch Indomitable die später gesunkene Pommern. Insgesamt verschoss die Indomitable 175 Granaten ihrer schweren Artillerie und damit doppelt so viel wie ihr Schwesterschiff Inflexible. Auf dem Rückmarsch beschoss die Indomitable noch das die Grand Fleet beschattende Luftschiff L 11.
Der Verlust der Indefatigable, der Queen Mary und der Invincible führte zu einer Neuorganisation der Schlachtkreuzer in nur noch zwei Geschwader. Die Indomitable und ihr überlebendes Schwesterschiff Inflexible kamen zum 2nd BCS zusammen mit der New Zealand und der Australia. Obwohl überholt und mit einigen zusätzlicher Panzerung und Schutzeinrichtungen (Turmdeckenpanzer, Munitionskammernpanzer, Deckspanzer rund um die Barbetten, Feuerlösch- und Fluteinrichtungen in den Munitionskammern) versehen, wurden Indomitable und Inflexible kaum noch eingesetzt.

## Schicksal
1919 wurden die Indomitable und Inflexible der Reserve zugeteilt und im März 1920 endgültig außer Dienst gestellt. Am 1. Dezember 1922 wurde die Indomitable zum Abbruch verkauft, der 1923 in Dover erfolgte.